# Epicypta rabelloi
Epicypta rabelloi är en tvåvingeart som beskrevs av Lane 1948. Epicypta rabelloi ingår i släktet Epicypta och familjen svampmyggor. Inga underarter finns listade i Catalogue of Life.